# Wissensforum Backwaren
Das Wissensforum Backwaren e. V. ist ein eingetragener Verein mit Sitz in Berlin-Mitte und verfügt über ein Büro in Wien. Gegründet als Backmittelinstitut hat es zur Aufgabe, Verwender, Fachöffentlichkeit, Amtsträger in Überwachungsbehörden, Multiplikatoren und interessierte Kreise auf wissenschaftlicher Grundlage sachkundig über Inhaltsstoffe und Wirkungsweise von im Bäckerei- bzw. Konditoreigewerbe verwendeten Zutaten zu informieren. Es ist dem Backzutatenverband organisatorisch angegliedert.
In Erfüllung seines satzungsmäßigen Auftrags gibt es Fachpublikationen und Periodika heraus.